# 구니타카촌
구니타카촌(国高村)은 후쿠이현 이마다테군에 있던 촌이다. 이후의 에치젠시 중심부의 북동, 호쿠리쿠 자동차도 다케후 나들목의 북서쪽 일대에 해당한다.

## 참고문헌
- 1889년 4월 1일 - 정촌제 시행에 의해 구니타카촌이 성립하였다.
- 1950년 7월 7일 - 에치젠시에 편입되었다.

## 교통

### 철도
- 후쿠이 철도
  - 후쿠부선

일본국유철도 호쿠리쿠 본선이 촌을 통과했지만 역은 존재하지 않았다. 

## 참고문헌
- 角川日本地名大辞典 18 福井県